# Giải vô địch cờ tướng thế giới
Giải vô địch cờ tướng thế giới là giải đấu do Liên đoàn Cờ tướng thế giới đứng ra tổ chức. Mỗi đoàn tham dự được cử đi 3 kỳ thủ (2 nam, 1 nữ) tranh giải chính là ba giải: cá nhân nam, cá nhân nữ, đồng đội nam. Ngoài ra các đoàn có thể cử thêm kỳ thủ tranh giải Phi Hoa Việt duệ (dành cho kỳ thủ không phải gốc Hoa và gốc Việt). Nước chủ nhà cũng chỉ được cử một đoàn. Có một số trường hợp đặc biệt là Malaysia và Mỹ, mỗi quốc gia này được cử hai đoàn Đông và Tây.
Giải lần đầu tiên được tổ chức năm 1990. Năm sau đó tổ chức giải thứ hai. Kể từ đó giải diễn ra đều đặn hai năm một lần. Trừ năm 2021, do ảnh hưởng của Đại dịch COVID-19 nên giải này hoãn đến 2022. Sau đó năm 2023 vẫn diễn ra như lịch trình. Tính đến năm 2023 giải đã tiến hành được 18 lần.

## Kết quả
| Giải | Năm  | Địa điểm   | Huy chương | Giải nam         | Giải nữ           | Giải Phi Hoa duệ / Phi Hoa Việt duệ |
| ---- | ---- | ---------- | ---------- | ---------------- | ----------------- | ----------------------------------- |
| 1    | 1990 | Singapore  | 1          | Lữ Khâm          | Trương Tâm Hoan   | Winston Williams                    |
| 1    | 1990 | Singapore  | 2          | Hồ Vinh Hoa      | Hoàng Ngọc Dinh   | Ismail Sloan                        |
| 1    | 1990 | Singapore  | 3          | Ngô Quý Lâm      | Triệu Phụng Linh  | Gary Avrin                          |
| 2    | 1991 | Côn Minh   | 1          | Triệu Quốc Vinh  | Hồ Minh           | Winston Williams                    |
| 2    | 1991 | Côn Minh   | 2          | Lý Lai Quần      | Trương Tâm Hoan   | Simon Henke                         |
| 2    | 1991 | Côn Minh   | 3          | Mã Trọng Uy      | Chiêm Mẫn Châu    | Osland Othman                       |
| 3    | 1993 | Bắc Kinh   | 1          | Từ Thiên Hồng    | Hồ Minh           | Mai Thanh Minh                      |
| 3    | 1993 | Bắc Kinh   | 2          | Triệu Quốc Vinh  | Hoàng Ngọc Dinh   | Đặng Thanh Trung                    |
| 3    | 1993 | Bắc Kinh   | 3          | Ngô Quý Lâm      | Thường Hồng       | Trần Văn Ninh                       |
| 4    | 1995 | Singapore  | 1          | Lữ Khâm          | Hoàng Ngọc Dinh   | Võ Văn Hoàng Tùng                   |
| 4    | 1995 | Singapore  | 2          | Ngô Quý Lâm      | Hồ Minh           | Lê Thiên Vị                         |
| 4    | 1995 | Singapore  | 3          | Đào Hán Minh     | Lưu Bích Quân     | Young Luckboon                      |
| 5    | 1997 | Hồng Kông  | 1          | Lữ Khâm          | Lâm Dã            | Mai Thanh Minh                      |
| 5    | 1997 | Hồng Kông  | 2          | Hứa Ngân Xuyên   | Cao Ý Bình        | Đặng Thanh Trung                    |
| 5    | 1997 | Hồng Kông  | 3          | Ngô Quý Lâm      | Quách Thục Long   | Nguyễn Hữu Phúc                     |
| 6    | 1999 | Thượng Hải | 1          | Hứa Ngân Xuyên   | Kim Hải Anh       | Shoshi Kazuharu                     |
| 6    | 1999 | Thượng Hải | 2          | Diêm Văn Thanh   | Lý Thẩm           | Anuar Bin Haji Bakri                |
| 6    | 1999 | Thượng Hải | 3          | Ngô Quý Lâm      | Chiêm Mẫn Châu    | Claus Tempelmann                    |
| 7    | 2001 | Ma Cao     | 1          | Lữ Khâm          | Vương Lâm Na      | Kon Island                          |
| 7    | 2001 | Ma Cao     | 2          | Hồ Vinh Hoa      | Cao Ý Bình        | Joachim Schmidt-Brauns              |
| 7    | 2001 | Ma Cao     | 3          | Ngô Quý Lâm      | Hoàng Tử Quân     | Simon Henke                         |
| 8    | 2003 | Hồng Kông  | 1          | Hứa Ngân Xuyên   | Quách Lợi Bình    | Shoshi Kazuharu                     |
| 8    | 2003 | Hồng Kông  | 2          | Vu Ấu Hoa        | Cao Ý Bình        | Kon Island                          |
| 8    | 2003 | Hồng Kông  | 3          | Ngô Quý Lâm      | Lưu Bích Quân     | Simon Henke                         |
| 9    | 2005 | Paris      | 1          | Lữ Khâm          | Quách Lợi Bình    | Kon Island                          |
| 9    | 2005 | Paris      | 2          | Lý Cẩm Hoan      | Cao Ý Bình        | Michael Nägler                      |
| 9    | 2005 | Paris      | 3          | Nguyễn Vũ Quân   | Hoàng Ngọc Dinh   | Alain Dekker                        |
| 10   | 2007 | Ma Cao     | 1          | Hứa Ngân Xuyên   | Ngũ Hà            | Shoshi Kazuharu                     |
| 10   | 2007 | Ma Cao     | 2          | Hồng Trí         | Ngô Lan Hương     | Kon Island                          |
| 10   | 2007 | Ma Cao     | 3          | Nguyễn Thành Bảo | Cao Ý Bình        | Michael Nägler                      |
| 11   | 2009 | Sơn Đông   | 1          | Triệu Hâm Hâm    | Vưu Dĩnh Khâm     | Iwan Setiawan                       |
| 11   | 2009 | Sơn Đông   | 2          | Nguyễn Thành Bảo | Ngô Lan Hương     | Kon Island                          |
| 11   | 2009 | Sơn Đông   | 3          | Mâu Hải Cần      | Cao Ý Bình        | Sour Samphy                         |
| 12   | 2011 | Jakarta    | 1          | Tưởng Xuyên      | Đường Đan         | Kon Island                          |
| 12   | 2011 | Jakarta    | 2          | Hứa Ngân Xuyên   | Nguyễn Hoàng Yến  | Shoshi Kazuharu                     |
| 12   | 2011 | Jakarta    | 3          | Nguyễn Thành Bảo | Giả Đan           | Iwan Setiawan                       |
| 13   | 2013 | Quảng Đông | 1          | Vương Thiên Nhất | Đường Đan         | Krishna Sankirtan                   |
| 13   | 2013 | Quảng Đông | 2          | Tôn Dũng Chinh   | Nguyễn Hoàng Yến  | Jia Han                             |
| 13   | 2013 | Quảng Đông | 3          | Tào Nham Lỗi     | Giả Đan           | Shoshi Kazuharu                     |
| 14   | 2015 | München    | 1          | Trịnh Duy Đồng   | Vương Lâm Na      | Shoshi Kazuharu                     |
| 14   | 2015 | München    | 2          | Tạ Tịnh          | Giả Đan           | Iwan Setiawan                       |
| 14   | 2015 | München    | 3          | Tào Nham Lỗi     | Hồ Thị Thanh Hồng | Michael Nägler                      |
| 15   | 2017 | Manila     | 1          | Vương Thiên Nhất | Đường Đan         | Joep Nabuurs                        |
| 15   | 2017 | Manila     | 2          | Trịnh Duy Đồng   | Nguyễn Hoàng Yến  | Anuar Bin Bakri                     |
| 15   | 2017 | Manila     | 3          | Tào Nham Lỗi     | Dư Đình Đình      | Shoshi Kazuharu                     |
| 16   | 2019 | Vancouver  | 1          | Từ Siêu          | Giả Đan           | Shoshi Kazuharu                     |
| 16   | 2019 | Vancouver  | 2          | Hoàng Học Khiêm  | Đường Đan         | Sakai Kiyotaka                      |
| 16   | 2019 | Vancouver  | 3          | Trần Hoằng Thịnh | Cao Phương Thanh  | Iwan Setiawan                       |
| 17   | 2022 | Kuching    | 1          | Vương Thiên Nhất | Tả Văn Tịnh       | Không tổ chức                       |
| 17   | 2022 | Kuching    | 2          | Phùng Gia Tuấn   | Trần Hạnh Lâm     | Không tổ chức                       |
| 17   | 2022 | Kuching    | 3          | Nguyễn Thành Bảo | Ngô Lan Hương     | Không tổ chức                       |
| 18   | 2023 | Houston    | 1          | Mạnh Thần        | Đường Tư Nam      | Không tổ chức                       |
| 18   | 2023 | Houston    | 2          | Lại Lý Huynh     | Lưu Hoan          | Không tổ chức                       |
| 18   | 2023 | Houston    | 3          | Ngô Tông Hàn     | Ngô Lan Hương     | Không tổ chức                       |

## Chi tiết một số giải
Giải lần thứ 11 tổ chức vào tháng 12/2009 tại tỉnh Sơn Đông, Trung Quốc, từ 28/8-3/9. Giải này có 93 kỳ thủ (bao gồm 13 nữ) thuộc 28 quốc gia và vùng lãnh thổ tham gia tranh tài 3 nội dung: cá nhân, đồng đội nam và cá nhân nữ. Mỗi nội dung thi đấu từ 9 đến 11 ván. Ngôi vô địch từng nội dung sẽ được nhận tiền thưởng từ 20.000 đến 50.000 nhân dân tệ.
- Tại giải vô địch cờ tướng thế giới năm 1999, ban tổ chức giải đã thêm nội dung Phi Hoa Việt duệ vào thi đấu để thay cho nội dung Phi Hoa duệ; tức là các kỳ thủ thi đấu nội dung này không mang Quốc tịch Trung Quốc hoặc Việt Nam.

- Tại giải vô địch cờ tướng thế giới năm 2022, ban tổ chức giải đã loại bỏ nội dung thi đấu Phi Hoa Việt duệ. Thay vào đó, thử nghiệm nội dung cờ tướng nhanh và kết quả Lại Lý Huynh của đoàn Việt Nam lên ngôi vô địch.

## Thống kê
- Kỳ thủ vô địch thế giới nhiều lần nhất là Lữ Khâm với 5 lần, tiếp theo là Hứa Ngân Xuyên (3 lần)
- Người đoạt nhiều huy chương nhất là Ngô Quý Lâm, tuy chưa lần nào vô địch. Ông có 1 huy chương bạc và 6 huy chương đồng.
- Ngôi vô địch thế giới nam chưa lọt khỏi tay đội Trung Quốc lần nào. Ngôi vô địch thế giới nữ mới 4 lần thuộc về các đoàn ngoài Trung Quốc, tuy nhiên vẫn là các kỳ thủ gốc Hoa
- Kỳ thủ Nguyễn Vũ Quân là kỳ thủ người Việt Nam đầu tiên đoạt huy chương thế giới (huy chương đồng 2005)